# Пјантас (Бреша)
Пјантас је насеље у Италији у округу Бреша, региону Ломбардија.
Према процени из 2011. у насељу је живело 37 становника. Насеље се налази на надморској висини од 672 м.